# 羅永珍
羅永珍（1952年8月27日—），中華民國政治人物，中國國民黨籍。曾任兩屆村長、一屆鄉長、兩屆臺中縣議會議員。隨著臺中縣市合併改制直轄市，羅永珍在2010年11月27日於臺中市市議員選舉當選市議員。

## 經歷
- 臺中縣神岡鄉第15屆鄉長。
- 臺中縣神岡鄉豐洲村第15、16屆村長。
- 臺中縣議會第15、16屆議員[1]。
- 第一屆臺中市議會(直轄市)議員
- 臺中縣神岡鄉後備憲兵中心顧問。
- 臺中縣義勇交通大隊副大隊長。
- 臺中縣體育會棒球委員會主任委員。
- 臺中縣棒球推展協會理事長。
- 臺中縣消防局第一婦女防火宣導中隊長。
- 臺中縣神岡鄉村長聯誼會創會長。

## 選舉紀錄
| 年度 | 選舉屆數               | 選舉區                                     | 所屬政黨   | 得票數 | 得票率 | 當選標記     | 備註 |
| ---- | ---------------------- | ------------------------------------------ | ---------- | ------ | ------ | ------------ | ---- |
| 1994 | 第十五屆豐洲村村長選舉 | 臺中縣神岡鄉豐洲村                         | 無黨籍     | 1,743  |        |              |      |
| 1998 | 第十四屆臺中縣議員選舉 | 臺中縣第二選舉區（神岡鄉、潭子鄉、大雅鄉） | 無黨籍     | 6,079  | 7.21%  |              |      |
| 1998 | 第十六屆豐洲村村長選舉 | 臺中縣神岡鄉豐洲村                         | 無黨籍     | 3,265  |        |              |      |
| 2002 | 第十五屆臺中縣議員選舉 | 臺中縣第二選舉區（神岡鄉、潭子鄉、大雅鄉） | 中國國民黨 | 5,833  | 6.83%  |              |      |
| 2006 | 第十六屆臺中縣議員選舉 | 臺中縣第二選舉區（神岡鄉、潭子鄉、大雅鄉） | 中國國民黨 | 7,814  | 7.49%  |              |      |
| 2007 | 第十五屆神岡鄉鄉長補選 | 臺中縣神岡鄉                               | 中國國民黨 |        |        |              |      |
| 2010 | 第一屆臺中市議員選舉   | 臺中市第五選舉區（神岡區、潭子區、大雅區） | 中國國民黨 | 12,671 | 9.43%  | 婦女保障名額 |      |
| 2014 | 第二屆臺中市議員選舉   | 臺中市第五選舉區（神岡區、潭子區、大雅區） | 中國國民黨 | 17,924 | 12.73% |              |      |
| 2018 | 第三屆臺中市議員選舉   | 臺中市第五選舉區（神岡區、潭子區、大雅區） | 中國國民黨 | 15,486 | 11.11% |              |      |
| 2022 | 第四屆臺中市議員選舉   | 臺中市第五選舉區（神岡區、潭子區、大雅區） | 中國國民黨 | 16,805 | 13.30% |              |      |

## 外部連結
- 臺中市政府 （页面存档备份，存于）
- 臺中市議會